# Edda Albertini
Edda Albertini (* 31. Mai 1926 in Trient; † 14. Januar 1998 in Rom) war eine italienische Schauspielerin.

## Leben
Albertini diplomierte im Schauspielfach an der Accademia d'Arte Drammatica in Rom und debütierte 1945 auf der Bühne, für die sie zeit ihres Lebens fast ausschließlich arbeitete. Ihr dramatisches Talent zeigte sie in den Nachkriegsjahren in Stücken von Garcia Lorca, Tschechow, Sophokles und Shakespeare; so war sie eine erinnerungswürdige Julia unter der Regie von Renato Simoni in der 1948er Inszenierung am „Estate Teatrale Verona“. Anschließend verpflichtete sie das Piccolo Teatro di Milano, wo sie u. a. 1950 unter der Regie von Giorgio Strehler in Richard III. und Klein Eyolf, dann ging sie zum Teatro Nazionale di Roma, das zu jener Zeit unter der Leitung von Franco Enriquez stand.
In der Spielzeit 1954/1955 wirkte sie in einigen wichtigen Produktionen von Remigio Paone mit, so als Rossana in Cyrano de Bergerac und als ehrenwerte Maria Pietramellera in Il cardinale Lambertini. 1958/59 spielte sie bei der Truppe um Giorgio Albertazzi und Anna Proclemer; 1961 war sie eine der herausragenden Interpretinnen in Gianfranco De Bosios Inszenierung von Antonello capobrigante. Ihre letzte Rolle spielte sie in Carlo Goldonis Il Campiello, mit dem sie auch in China auf Tournee war.
Nur selten wagte sie den Schritt ins Fernsehen; wenige Ausnahmen in den 1950er und einige mehr in den 1960er Jahren – Silverio Blasis Caravaggio aus dem Jahr 1967 sei genannt – bestätigen wie insgesamt sechs Filmrollen zwischen 1946 und 1969 die Regel.

## Filmografie (Auswahl)
- 1946: Biraghin
- 1969: Zwölf plus eins (Una su 13)